# Nepytia lagunata
Nepytia lagunata là một loài bướm đêm trong họ Geometridae.